# MadS
MadS é um filme de terror francês escrito e dirigido por David Moreau, em sua estreia como diretor, acompanhado da fotografia de Philip Lozano e produzido por Yohan Baiada, David Danesi. É estrelado por Milton Riche, Lucille Guillaume, Laurie Pavy, Lewkowski Yovel. O enredo do filme segue o jovem Romain que faz o uso de uma nova droga na casa de seu traficante antes de ir a uma festa que no caminho acaba se deparando com uma mulher machucada que transforma sua noite em algo surreal.
| MadS                             | MadS                                                                                                 |
| -------------------------------- | --- |
| No Brasil                        | MadS                                                                                                 |
| Em Portugal                      | MadS                                                                                                 |
| França - 2024 - Cor - 88 minutos | |
| Gênero                           | Terror                                                                                               |
| Diretor                          | David Moreau                                                                                         |
| Produção                         | Yohan Baiada, David Danesi                                                                           |
| Roteiro                          | David Moreau                                                                                         |
| Elenco                           | Milton Riche, Lucille Guillaume, Laurie Pavy, Lewkowski Yovel, Vincent Pasdermadjian, Najim Zeghoudi |
| Música                           | Nathaniel Méchaly                                                                                    |
| Produtora                        | Les Enfants Terribles                                                                                |
| Distribuição                     | Shudder                                                                                              |
| Lançamento                       | 18 de outubro de 2024                                                                                |
| Idioma                           | Francês                                                                                              |
| Orçamento                        | Baixo Orçamento                                                                                      |

MadS foi filmado em Mulhouse, uma cidade em Alsace, no leste da França, com a proposta de ser um longo plano sequência de 90 minutos. Sua trilha foi composta por Gautier Isern e Germain Boulay. O filme teve sua premiere no evento Fantastic Fest dia 21 de setembro de  2024 e uma estreia no Shudder (um serviço de streaming estadunidense focado em títulos de terror, thriller e sobrenatural, de propriedade e operado pela AMC Networks) em 18 de outubro de 2024. O filme se destaca pela técnica de plano sequência, criando uma intensa e envolvente experiência social. Ele obteve uma recepção dívida, mas amplamente positiva, especialmente pela sua execução técnica e abordagem inovadora ao gênero de zumbi.

## Sinopse
Romain, um adolescente de 18 anos vai até a casa de seu traficante para experimentar uma nova droga, em seu caminho para casa ele encontra uma mulher machucada e a noite se torna em algo surreal, o que envolve zumbis e um caos crescente.

## Elenco
Milton Riche como Romain
Lucille Guillaume como Julia
Laurie Pavy como Anais
Lewkowski Yovel como Noa
Vincent Pasdermadjian como O Traficante
Najim Zeghoudi como Ryan

## Temas e Influências
O fato de o filme ser abordado com um plano sequência é inevitável não associar isso ao Caos que o filme passa, algo imparável, algo que inflama o suspense e o terror, com essa camada de realidade que é transmitida no longa, a contaminação sendo observada em tempo real realça a angústia e a curiosidade de uma conclusão. O personagem do Romain sendo um usuário de entorpecentes torna tudo como uma longa Bad Trip, trazendo a dúvida ao espectador.
O diretor e roteirista David admitiu ter a ideia ao assistir um filme Alemão chamado Victoria: "Quando você tem uma tomada, é claro, apesar das dificuldades técnicas, ela traz algum realismo, porque você não pode controlar nada. Então, quando você faz um filme, você nunca está no controle de tudo.". David brinca com a ideia de trazer o realismo de um documentário para um filme de gênero.

Os críticos também sentiram uma inspiração em 28 Days Later de Danny Boyle "Assim como no filme, MadS encontra toques fugazes de humanidade no fim do mundo e brinca com as convenções do vídeo digital de uma forma que eleva (não restringe) as ideias presentes na tela.".

## Produção
O diretor já afirmou em entrevistas que o filme foi filmado em apenas 5 dias, um plano sequência que ele afirma ter sido feito em tempo real, mesmo que em algumas transições deem a indicar um possível corte é dito que foi tudo em uma tacada só.
Nas palavras do próprio Diretor David "Filmamos durante cinco dias. Então, com o meu produtor, queríamos fazer de verdade. Então, é realmente uma tomada. Não são várias tomadas misturadas de uma forma que você não vê. Não fizemos nenhum truque.".
Foi usado um protótipo de equipamento especial feito de carbono para a câmera não tremer o tempo inteiro, Philip Lozano o diretor de fotografia declarou:"O filme teria ficado impossível de assistir após 90 minutos de tremedeira contínua. O equipamento me permitiu estabilizar o movimento horizontal da câmera. A ideia era que eu pudesse mover as câmeras como se tivesse uma Steadicam ou um dolly, além de uma câmera portátil.".
O filme tem um belo trabalho de efeitos práticos, usando os efeitos visuais pra aumentar a atenção e o terror, junto do plano sequência que deixa tudo ainda mais enérgico.

### Música
A trilha sonora do filme foi composta por Nathaniel Méchaly (Taken, Colombiana, The Grandmaster, Taxi Brooklyn, Shut In, Transporter: The Series, Stratton). Foi lançado um álbum com toda a trilha sonora do longa em 1 de novembro de 2024.

## Lançamento
MadS estreou no festival Fantastic Fest em 21 de setembro de 2024 nos Estados Unidos. O filme foi apresentado na Espanha em 5 de outubro de 2024 no festival Sitges Film Festival. Foi apresentado também no festival Fantasmagoría - Festival de Cine Fantástico y de Terror de Medellín em 11 de outubro de 2024. No festival Ramaskrik Film Festival na Noruega em 17 de outubro de 2024. Seu lançamento no streaming Shudder foi em 18 de outubro de 2024.

## Recepção

#### Bilheteria
MadS teve seus lançamentos em festivais e chegando no streaming logo em seguida mas teve algumas exibições na Romênia arrecadando $37,004.

#### Crítica
No agregador de críticas Rotten Tomatoes, o filme tem um índice de aprovação de 94% com base em 48 críticas. As críticas variam mas um consenso é "A viagem psicodélica de David Moreau reinventa a estrutura do terror zumbi.". No Metacritic, que usa uma média aritmética ponderada, o filme tem uma pontuação de 78 de 100 com base em 4 críticos, indicando "críticas geralmente favoráveis".
The Guardian fez sua crítica avaliando o filme em 4 de 5 estrelas e deixando as seguintes considerações: "Embora haja uma forte sensação de que este não é um mundo narrativo em que a cavalaria está esperando do outro lado da colina para salvar o dia, o filme tem tanta energia que seu tom geral é fundamentalmente revigorante; este é o cinema do niilismo eufórico(...)".

#### Premiações
O longa foi indicado em 2024 em Sitges - Catalonian International Film Festival na categoria de melhor Motion Picture.